# Earophila
Earophila is een geslacht van vlinders van de familie spanners (Geometridae), uit de onderfamilie Larentiinae.

## Soorten
- E. badiata

Rozenspanner (Denis & Schiffermüller, 1775)
- E. badiiplaga Fletcher, 1953
- E. crepusculata Fletcher, 1953
- E. chillanensis Butler, 1882
- E. oculisigna Prout, 1923
- E. semna Prout, 1929
- E. switzeraria Wright, 1916
- E. vasiliata Guenée, 1858